# 2008년 하계 올림픽 마셜 제도 선수단
2008년 하계 올림픽 마셜 제도 선수단은 중화인민공화국 베이징에 참가한 올림픽 마셜 제도 선수단이다. 마셜 제도는 2007년 국제올림픽위원회의 승인을 받아 이번 2008년 하계 올림픽에 최초로 참가하게 되었다.
마셜 제도 선수들은 3종목에 참가하였다. 앤주 제이슨(Anju Jason) 선수는 올림픽 대표 선수로서 태권도 종목에 참가하였다. 또 자레드 헤인 선수는 수영 100m 종목에 참가하였다. 100m 육상에 참가할 로만 크레스 선수가 마셜 제도의 입장 대표에 나섰다. 할리 넴라 선수는 여자 800m 육상에 참가하였는데 그의 아버지는 마셜 제도 시민이지만 샌프란시스코 대학교 학생으로 지내고 있던 그의 딸인 할리는 마셜 제도에 단 한번도 가본 적이 없다.

## 육상
- 할리 넴라
- 로만 크레스

## 수영
- 자레드 헤인
- 줄리아네 키르치네르

## 태권도

### 남자
| 선수        | 체급   | 16강전   | 16강전 | 8강전     | 8강전     | 준결승    | 준결승    | 패자부활전 8강 | 패자부활전 8강 | 패자부활전 준결승 | 패자부활전 준결승 | 결승      | 결승      | 결승      |
| 선수        | 체급   | 상대선수 | 결과   | 상대선수  | 결과      | 상대선수  | 결과      | 상대선수       | 결과           | 상대선수          | 결과              | 상대선수  | 결과      | 순위      |
| ----------- | ------ | -------- | ------ | --------- | --------- | --------- | --------- | -------------- | -------------- | ----------------- | ----------------- | --------- | --------- | --------- |
| 앤주 제이슨 | −80 kg | 에런 쿡  | 패     | 진출 실패 | 진출 실패 | 진출 실패 | 진출 실패 | 진출 실패      | 진출 실패      | 진출 실패         | 진출 실패         | 진출 실패 | 진출 실패 | 진출 실패 |